# هانس هنريك أندرسن
هانس هنريك أندرسن هو فيزيائي دنماركي، ولد في 1 مايو 1937 في بلدة فردريكسبرغ ‏ في الدنمارك، وتوفي في 3 نوفمبر 2012.